# 会东杜鹃
会东杜鹃（学名：Rhododendron huidongense）为杜鹃花科杜鹃花属下的一个种。

## 扩展阅读
- 維基物種上的相關：会东杜鹃